# NGC 3555
NGC 3555 é uma galáxia lenticular (S0) localizada na direcção da constelação de Leo. Possui uma declinação de +21° 48' 38" e uma ascensão recta de 11 horas, 09 minutos e 50,2 segundos.
A galáxia NGC 3555 foi descoberta em 24 de Agosto de 1883 por Lewis A. Swift.